# Tolo Tolo

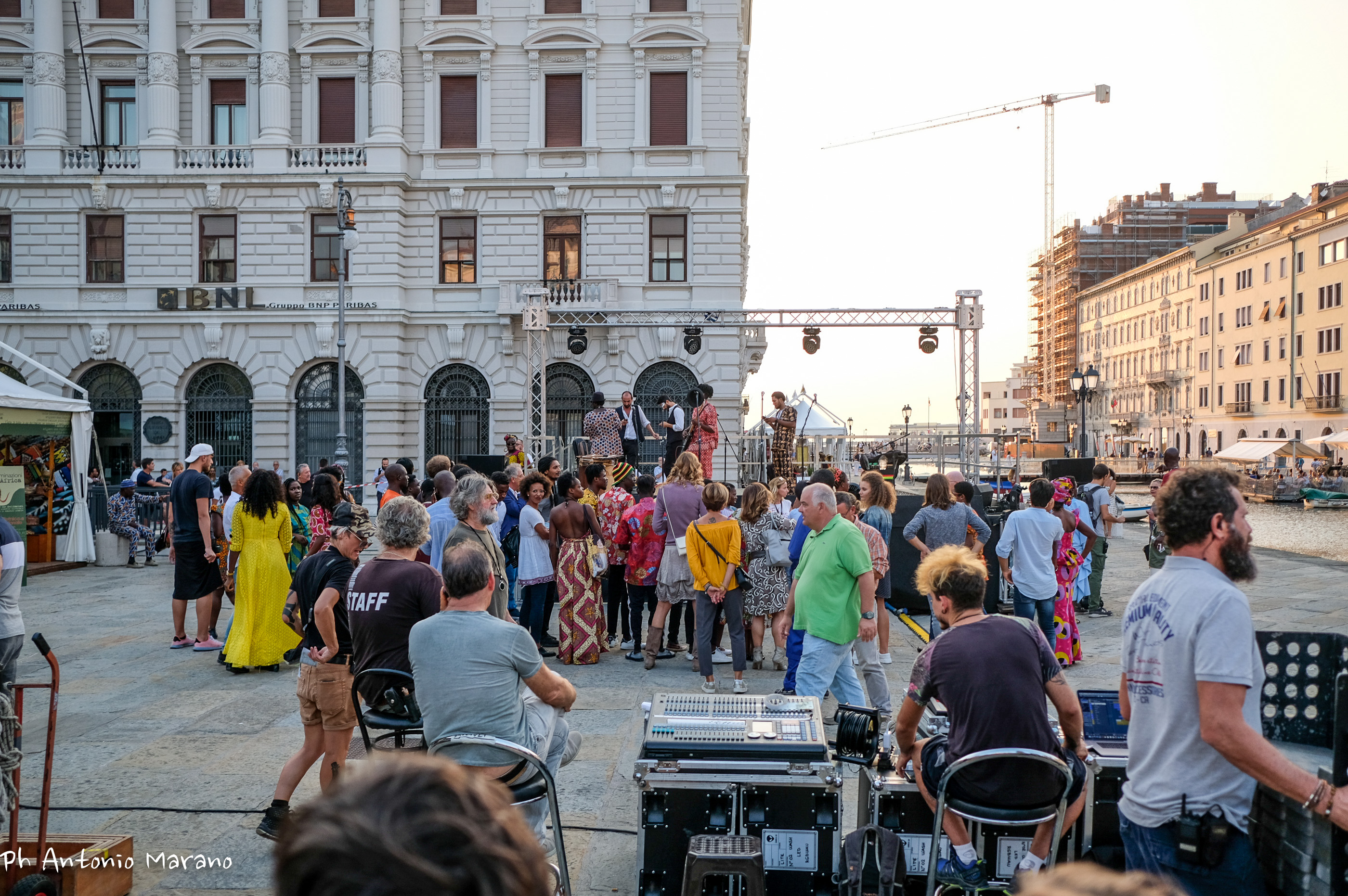
Plató de la película Tolo Tolo de Checco Zalone en Trieste

Tolo Tolo es una película italiana de 2020 dirigida y protagonizada por Checco Zalone. La película ha recaudado 50 347 705 dólares. Es la quinta película con mayor recaudación en Italia de todos los tiempos, y ha sido discutido en muchas fuentes internacionales como The Guardian, The Times y Variety.